# Treuen
Treuen (górnołuż. Drjewno) – miasto w Niemczech, w kraju związkowym Saksonia, w okręgu administracyjnym Chemnitz, w powiecie Vogtland, siedziba wspólnoty administracyjnej Treuen.

## Współpraca
Miejscowość partnerska:
- Dettenhausen, Badenia-Wirtembergia